# آکیوفیس
آکیوفیس (انگلیسی: Accuphase) شرکت الکترونیک ژاپنی است، که در سال ۱۹۷۲ تأسیس شد.